# Фрекелтон, Сьюзен

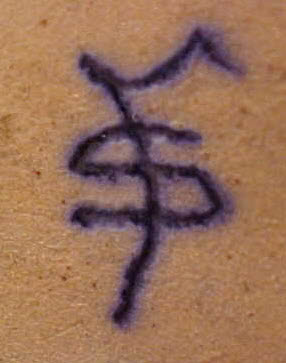
Личное клеймо Сьюзен Фрекелтон

Сьюзен Фрекелтон (англ. Susan Stuart Goodrich Frackelton; 1848—1932) — американская художница, специализировалась на керамике. Была одним из лидеров Движения искусств и ремёсел в Соединённых Штатах и автор популярного справочника «Tried by Fire» для декораторов фарфоровой посуды.

## Биография
Родилась 5 июня 1848 года в городе Милуоки, штат Висконсин. Её родители — Эдвин Гудрич (англ. Edwin H. Goodrich) и Мэри Робинсон (англ. Mary S. Robinson) происходили из Новой Англии.
Первоначально Сьюзен обучалась в частных школах в Милуоки и Нью-Йорке. Живописи обучалась в Милуоки под руководством Генри Виандена (англ. Henry Vianden). Изготовляла корзины, кружева и ювелирные изделия, работала с кожей, занималась резьбой по дереву, росписью по ткани и металлу, пока не сосредоточилась на керамике (в 1876 году). Читала читала лекции для широкой аудитории.
В 1883 году она основала предприятие Frackelton China and Decorating Works, которое занималось росписью на фарфоре и керамике, а также осуществляло консультирование художников. В 1894 году Сьюзен Фрекелтон запатентована собственную технологию «сухих красок» — Frackelton’s Dry Colors. Также она разработала и запатентовала специальную домашнюю печную машину. Фрекелтон создала особый стиль художественной керамики, называемый «Синий и серый» (англ. «Blue and Grey»), и использовала личное клеймо на изделиях собственной работы.
В 1892 году она основала лигу National League of Mineral Painters, в которую входили её коллеги-художницы по керамике Adelaïde Alsop Robineau и Mary Chase Perry Stratton. Фрекелтон была президентом местной ассоциации профессиональных художников, которые объединились с Милуокским художественным институтом (англ. Milwaukee Art Institute), а затем на их основе был создан Художественный музей Милуоки. Она была также президентом Висконсинской школы дизайна (англ. Wisconsin School of Design).
В 1893 году на Всемирной выставке в Чикаго она выставляла свои глазурированные изделия и получила девять премий. За свои произведения выиграла в 1880-х и 1890-х годах много медалей в Европе и Соединённых Штатах, даже получив поздравительное письмо от итальянской королевы Маргариты Савойской. Также Сьюзен Фрекелтон участвовала в 1900 году в Парижской всемирной выставке. В 1920 году Сьюзен, проживая в Чикаго, штат Иллинойс, уезжала для длительного отдыха на Гаити.
Умерла 14 апреля 1932 года в своем доме в Кенилуэрте, штат Иллинойс, была похоронена на кладбище Forest Home Cemetery в Милуоки.
Была членом общества Daughters of the American Revolution и Чикагского женского клуба (англ. Chicago Womans Club).

### Семья
19 июля 1869 года вышла замуж за Ричарда Фрекелтона (англ. Richard Frackelton), родившегося в Лондоне и эмигрировавшего в США. Они жили в Милуоки, где вырастили дочь и троих сыновей, но развелись из-за неспособности Ричарда поддерживать семью и жестокому обращению с её членами.

## Труды
Произведения художницы представлены во многих музеях Соединённых Штатов, включая Общественный музей Милуоки, Wisconsin Historical Society, Milwaukee County Historical Society.

Некоторые работы
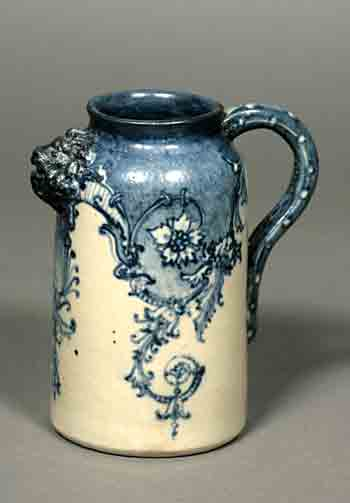
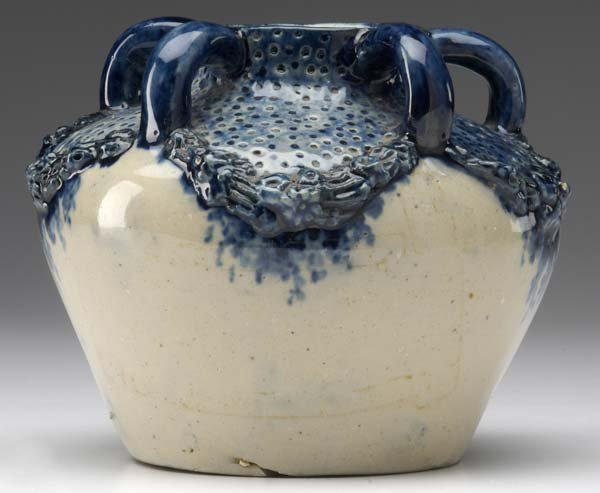
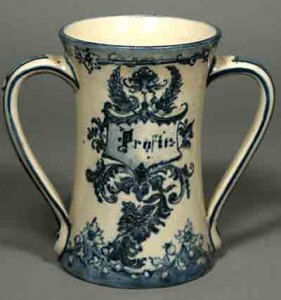
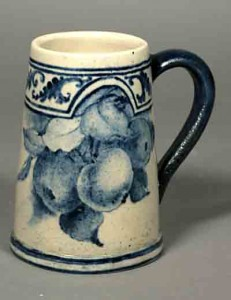